# Окенкур, Шарль де Монши
Шарль де Монши (фр. Charles de Monchy; 1599 — 13 июня 1658, Дюнкерк), маркиз д'Окенкур (Hocquincourt) — французский военачальник, маршал Франции.

## Биография
Сын Жоржа де Монши, сеньора д'Окенкура, и Клод де Монши, дамы д'Озен и л'Энкессан.
Генеральный наместник области Сантер и губернатор Перонны и Мондидье после отставки маркиза де Блеранкура (21.11.1635); отказался от этой должности в пользу своего отца 3 апреля 1639. Кампмаршал (26.04.1639), в составе  Лотарингской армии графа дю Алье сражался при Моранже, где были разбиты двенадцать сотен лотарингцев.
В следующем году служил в той же армии, действовавшей на шампанской границе, под командованием дю Алье совершил поход в Пикардию; эскортировал большой конвой в осадный лагерь маршалов Шона, Шатийона и Ламейере под Аррасом. В 1641 году служил под командованием маршалов Шатийона и Брезе, участвовал в битве при Ла-Марфе 6 июля. В 1642 году, после отставки отца, стал королевским великим прево.
26 марта 1642 командовал арьергардом маршала Ламота в битве при Вильфранше в Руссильоне. Из 3500 человек, имевшихся у противника, пятьсот было убито 26-го, еще семьсот 28-го, а остальные перебиты или взяты в плен 31-го под Вильфраншем.
В 1644 году участвовал в осаде Гравелина. 10 марта 1645, после смерти отца, назначен генеральным наместником Перонны, Мондидье и Руа. 1 сентября в Фонтенбло также был назначен на место отца инспектором охоты в Булонне. Генерал-лейтенант (12.12.1645), служил в Германской армии маршала Тюренна, в следующем году участвовал во взятии Шорндорфа в герцогстве Вюртембергском, в 1647-м во взятии Библингена и Тюбингена в Вюртемберге, Штенхайма, Хёхста, Дармштадта, Гермесхайма, Виртона в Люксембурге.
В 1648 году принимал участие в деблокировании Вормса, осажденного имперско-испанской армией, разгроме Меландера и Монтекукколи при Цусмарсхаузене, возвращении Мюльдорфа, Ландсхута, Паппенхоффена, Ингельфингена.
Генерал-лейтенант во Фландрской армии маршала дю Плесси-Пралена (25.05.1650), командовал левым крылом в Ретельском сражении. 4 января 1651 в Париже назначен маршалом Франции. В том же году был пожалован в рыцари орденов короля, но орден Святого Духа так и не получил.
9 февраля 1652, после отставки сьёра де Бюиссона, назначен губернатором Ама. 19-го получил полк Бюиссона, стоявший там гарнизоном. 7 апреля того же года в ходе гражданской войны был разбит принцем Конде в битве при Блено, после чего остатки его войск бежали к Осеру. Приведя армию в порядок, успешно продолжил кампанию, вернув под власть королевского двора часть территорий, занятых мятежниками. 2 июля, после отставки графа де Карвуазена, стал губернатором Руа. 28 декабря набрал фузилерный полк своего имени.
26 мая 1653, после отставки маршала де Ламота, был назначен вице-королем Каталонии и главнокомандующим в этой провинции. В сентябре передал кавалерийский полк своему брату и 6-го числа получил пехотный полк, вакантный после смерти виконта де Мазанкура.
В июле 1653 осадил Жирону, но был вынужден снять осаду 25 сентября. Испанцы сумели провести в город конвой с провизией, а во французской кавалерии на сильной жаре пала часть лошадей. Остаток кампании маркиз потратил на организацию снабжения занятых французами крепостей. При проведении конвоя в Росас 3 декабря был атакован испанцами у Бордиля, отразил нападение убив пять сотен человек и взяв семьсот пленных.
4 мая 1654 был назначен командовать в Каталонии под началом принца Конти, но уже 10 июня получил назначение во Фландрскую армию. Привел в Нидерланды 4000 пехоты и 2000 кавалерии, изгнал испанцев из аббатства Сент-Элуа в ходе обороны Арраса. При атаке аррасских линий 25 августа командовал правым крылом армии. По окончании кампании распустил свой фузилерный полк.
В декабре 1655 отказался от губернаторства в Перонне в пользу сына, а в январе 1656 от губернаторства в Аме и от командования полком, стоявшим там гарнизоном. Под влиянием бывших фрондерок герцогини де Монбазон и мадам де Шатийон, с которой состоял в любовной связи, хотел сдать Перонну испанцам, но этому помешал его сын. Перешел на испанскую службу, в 1658 году руководил обороной Дюнкерка. При рекогносцировании французских осадных линий был убит, получив три мушкетных пули. Был погребен в церкви Нотр-Дам-де-Льес.
Бюсси-Рабютен в своем романе выводит Окенкура под именем маршала Шамюи, приводя анекдотические подробности его связи с мадам де Шатийон и одновременных тайных переговоров с Мазарини. Согласно описанию этого автора «у Шамюи были черные блестящие глаза, правильный нос и несколько 
узкий лоб, продолговатое лицо, черные кудрявые волосы и стройный стан. Умом он отнюдь не блистал, однако недоверчивость делала его проницательным. Он был храбр и всегда влюблен, а смелость в обращении с женщинами заменяла ему любезность».

## Семья
Жена (контракт 7.11.1628, Кале): Элеонора д'Этамп (1607—27.05.1679), младшая дочь Жака д'Этампа, маркиза де Валансе, и Луизы Блондель
Дети:
- Жорж (ум. 12.1689), маркиз д'Окенкур. Жена (1660): Мари Моле (ум. 01.1694), дама де Жюзанвиньи, дочь Жана Моле, сеньора де Жюзанвиньи и Жанны-Габриели Моле
- Арман (ум. 30.10.1679), епископ и граф Вердена
- Жак (ум. 1652), убит при осаде Анже
- Доминик (ум. 28.11.1665), называемый шевалье д'Окенкуром. Мальтийский рыцарь (20.04.1637). Утонул вместе со своим кораблем в бою с турецкими галерами
- Оноре. Мальтийский рыцарь. Умер в Риме
- Габриель (ок. 1643—25.07.1675), называемый графом д'Окенкуром. Командир драгунского полка Королевы. Убит выстрелом из мушкета в голову при атаке церкви в Грамсхузене во время Голландской войны
- Клод, монахиня в Шеле
- Маргерит (ум. 10.1666), канонисса в Ремирмоне